# Gary Ray Bowles
Gary Ray Bowles (Clifton Forge, Virginia; 25 de enero de 1962-Prisión Estatal de Florida, Florida, 22 de agosto de 2019) fue un asesino en serie estadounidense condenado por el asesinato de seis hombres homosexuales cometidos en 1994. Fue ejecutado por inyección letal el 22 de agosto de 2019.

## Biografía
Bowles nació en Clifton Forge, Virginia y se crio en Rupert, Virginia Occidental. Su padre, Frank, que trabajaba como minero de carbón, había fallecido a causa de una enfermedad pulmonar, neumoconiosis, seis meses antes y su madre, Frances, se volvió a casar varias veces. Bowles fue maltratado por su segundo padrastro, un alcohólico violento que también maltrató a la madre y al hermano mayor de Bowles. El abuso continuó hasta que a la edad de trece años, Bowles se defendió e hirió gravemente a su padrastro. Poco después se fue de casa, enojado por la decisión de su madre de permanecer en el matrimonio. Estuvo sin hogar durante los años siguientes, ganando dinero como prostituto, durante los siguientes veinte años.
En 1982, fue arrestado por golpear y agredir sexualmente a su novia, y condenado a seis años de prisión. En 1991, tras su salida de la cárcel, fue declarado culpable del robo del bolso de una anciana y condenado a cuatro años de prisión, de los que cumplió dos.

### Asesinatos
El 15 de marzo de 1994, en Daytona Beach, Florida, Bowles mató a su primera víctima, conocida como John Hardy Roberts, quien le había ofrecido un lugar temporal para vivir. Bowles lo golpeó y lo estranguló hasta la muerte, y luego le robó su tarjeta de crédito. El cadáver fue encontrado con una toalla enrollada introducida en la garganta, destrozando la laringe, y también le faltaba un dedo. La policía pronto lo consideró un sospechoso después de encontrar sus huellas dactilares y registros de libertad condicional en la escena del crimen, pero nunca creyeron que llegara a ser un asesino en serie. Durante los próximos seis meses Bowles asesinó a otros cinco hombres en el condado de Nassau, Jacksonville, Savannah, Atlanta y Wheaton, y el condado de Montgomery. Su modus operandi era prostituirse con sus víctimas antes de golpearlas, estrangularlas y robarles sus tarjetas de crédito. Bowles fue puesto por el FBI en la lista de los diez fugitivos más buscados del país por sus cuatro víctimas conocidas. Finalmente, el 22 de octubre de 1995, Bowles fue arrestado por el asesinato de Walter Jamelle Jay Hinton, y confesó los seis asesinatos.
Tras el arresto por los asesinatos, Bowles declaró a la policía que, tras salir de prisión en 1991, se mudó a Daytona Beach con una novia, y reanudó su trabajo como prostituto. Según Bowles, su novia quedó embarazada, pero luego se sometió a un aborto al descubrir que era un chapero. Bowles declaró que culpó a los varones homosexuales del aborto, lo que le llevó a querer agredirlos mortalmente.

#### Víctimas
Durante los siguientes seis meses, Bowles asesinó a otros cinco hombres, a lo largo de la carretera interestatal I-95: 
- Milton Bradley, deficiente psíquico de 72 años, que fue hallado en una caseta del club de golf de Savannah con múltiples contusiones y la garganta llena de hojarasca.
- David Jarman, de 38 años. El cadáver fue hallado el 25 de mayo de 1994 en su caravana en el Condado de Nassau (Florida). Tras este crimen, Bowles cambió su identidad por la de Timothy Ronald Whitfield, alegando que había perdido su documentación.
- Walter Jammell Hinton, de 42 años, en Jacksonville, quien murió después de que Bowles le golpeara con una gran piedra, ocho meses después del primer asesinato. Fue relacionado con el crimen al hallarse documentación con su nueva identidad en la escena.

También se declaró culpable de dos crímenes sin resolver:
- Alverson Carter Jr., de 47 años.

- Albert Morris, de 38 años.[7]

### Juicio
En mayo de 1996 Bowles fue declarado culpable por el brutal asesinato de Walter Jammell Hinton en Jacksonville, quien murió después de que Bowles le golpeara con una piedra de dieciocho kg y durante el forcejejo le introdujo una toalla enrollada en la garganta.
Bowles fue ejecutado por inyección letal el 22 de agosto de 2019 en la Prisión Estatal de Florida en Starke. Bowles comió tres hamburguesas con queso, patatas fritas y tocino como su última comida.